# 芝芭里
芝芭里，是臺灣桃園市中壢區的一個傳統地域名稱，位於該區中部偏西。相較於今日行政區，其範圍大致與芝芭里（行政區劃）相近。
本地區東北部為「高鐵青埔特區」的一部分。

## 地名由來
芝芭里地名很早，早在1610年代的《福建海防圖》中就在桃園地區標示「芝巴山里」的地名。該地名的起源說法有二：一為源自平埔族芝芭里社（凱達格蘭語），或芝包里社。清康熙雍正年間即有該地名出現，另一為源自地形似女陰（客語「芝芭」「膣屄」同音），故有此名。

## 歷史
台灣清治末期至日治初期，芝芭里地區為一街庄，稱為「芝芭里庄」，隸屬於桃澗堡。該庄北與洽溪仔庄為鄰，東與青埔庄、興南庄為鄰，南邊為三座屋庄，西邊為大崙庄。
1901年（日治明治三十四年）11月，全台廢縣廳改設二十廳，該庄隸屬於桃仔園廳大崙區。1903年（明治三十六年），改名桃園廳。1909年（明治四十二年）10月，合併二十廳為十二廳，該庄隸屬不變。1920年（大正九年），廢十二廳改設五州二廳，該庄改制為「芝芭里」大字，隸屬於新竹州中壢郡中壢街，大字下有「芝芭里」、「大路下」小字名。
戰後中壢街改制為中壢鎮，隸屬於新竹縣，大字亦改制為里。1950年桃、竹、苗分治，中壢鎮改隸屬於桃園縣。1967年，中壢鎮因人口達10萬而改制為中壢市。2014年12月，桃園縣升格為直轄桃園市，中壢市改制為中壢區。

1915年桃園廳行政區劃（不含蕃地）

## 語言
當地原爲客家人開墾，使用饒平客家話，後受到周圍聚落影響，現今閩南語使用佔多數。

## 聚落
本地區發展較早的聚落有芝芭里、大路下、乾陂等，在日治期初期的官方地圖上已有記載。此外，本地區尚有斗門埤、梁厝、江厝、水圳頭、大邱田 等聚落。

## 交通
省道台31線又稱「高鐵橋下桃園段道路」，是蘆竹至湖口與高鐵併行的平面幹道，大致以東北—西南走向經過芝芭里地區西北部，向東北可前往青埔及中壢、大園、蘆竹的高鐵沿線各地，向西南可前往新屋、楊梅、湖口的高鐵沿線各地。
縣道113號是大園至龍潭十一份的道路，大致以北北西—南南東走向經過本地區中部，向北可前往青埔、大園後，於埔頂與省道台15線交會；向南可前往中壢市區、龍潭後，於十一份與省道台3甲線交會。

## 學校
- 芭里國小

## 運動設施
- 桃園國際棒球場